# William F. Parrett

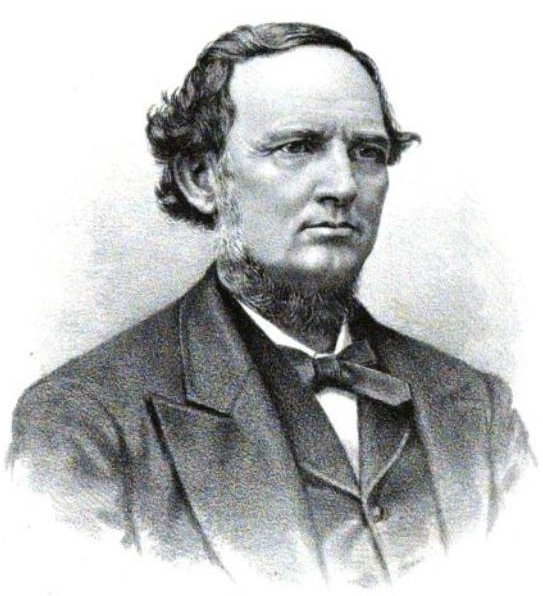
William F. Parrett.

William Fletcher Parrett, född 10 augusti 1825 i Posey County i Indiana, död 30 juni 1895 i Evansville i Indiana, var en amerikansk politiker (demokrat). Han var ledamot av USA:s representanthus 1889–1893.
Parrett efterträdde 1889 Francis B. Posey som kongressledamot och efterträddes 1893 av Arthur H. Taylor.